# Krusha
Krusha is een fictief figuur uit de Donkey Kong reeks.
Krusha komt voor het eerst voor in Donkey Kong Country voor de Super Nintendo, daar is hij een van de vele vijanden in het spel.
Krusha is een van de sterkste Kremlins en kan alleen verslagen worden door donkey kong zelf of door een ton.
in donkey kong country 2 wordt hij echter vervangen door een Cruncha en in Donkey Kong Country 3 door een Krumpa maar ze hebben allemaal ongeveer dezelfde eigenschappen. In donkey kong 64 is hij speelbaar in de arena mode(multiplayer).
In de TV serie van Donkey Kong Country komt ook een Krusha voor als trouwe handlanger van King K.Rool, maar hij is niet echt een grote hulp vanwege zijn zeer lage IQ.